# Radiostacja w Szczecinie
Radiostacja w Szczecinie – stacja nadawcza w Szczecinie, uruchomiona w 1925 r. na terenie starego cmentarza wojskowego (dziś plac im. Generała Władysława Andersa). Moc nadajnika, pracującego na częstotliwości 1 059 337 Hz (długość fali 283 m) w zakresie fal średnich, wynosiła 500 W i umożliwiała odbiór za pomocą odbiorników detektorowych w promieniu 20 kilometrów.
Od 1929 r. stacja nadawała program Funk-Stunde Berlin AG dla prowincji Pomorze. W 1934 r. wybudowano dla tego obiektu drewniany maszt o wysokości 93 metrów. Jednak po około 2 latach trzeba było go rozebrać z powodu zagrożenia stateczności budowli warunkami atmosferycznymi. Od grudnia 1936 do 1938 r. jako antenę nadawczą wykorzystywano prowizoryczną antenę rozciągniętą między dwoma masztami. Od 18 listopada 1938 r. aż do zniszczenia obiektu w 1945 r. jako antena nadawcza służył okrągły, stalowy maszt o wysokości 50 metrów.
Po wejściu w życie bandplanu Lucerna w 1934 r. radiostacja otrzymała międzynarodową częstotliwość radiową. Aż do 1945 r. radiostacja nadawała program ze stacji macierzystej Hanower.
Kratownicowy maszt zbudowany w centrum miasta na terenie starego cmentarza wojskowego (niem. Alter-Militär-Kirchhof, dziś plac im. Generała Władysława Andersa) został zburzony w 1945 r. Po 1945 r. Polskie Radio zbudowało na Warszewie nową stację nadawczą istniejącą do dziś.